# Asclépigénie
Asclépigénie (Ἀσκληπιγένεια; c. 430 – 485) est une philosophe et mystique athénienne.

## Biographie
Asclépigénie était la fille de Plutarque d'Athènes. Elle a étudié et enseigné, aux côtés de son frère Hiéron, à l'école néoplatonicienne d'Athènes, dirigée par son père. L'école rivalisait avec l'école d'Alexandrie, plus scientifique. Comme les autres néoplatoniciens de l'époque, elle a principalement étudié Aristote et Platon, mais aussi la philosophie de son propre père. Elle a vécu dans un contexte historique tourmenté en raison du conflit entre la métaphysique néoplatonicienne, qui était enseignée dans l'académie de Plutarque, et le christianisme, qui gagnait en popularité à l'époque.
La philosophie de Plutarque vise à unifier les enseignements d'Aristote et de Platon, et, ce faisant, a réuni les idées païennes opposées de la théurgie et du mysticisme (la magie), qu'il avait apprises de son père, Nestorius, et il a ensuite transmis ces connaissances à Asclépigénie. Après la mort de Plutarque, elle a hérité de l'école ainsi que de la manière d'enseigner aux élèves. Devenant une philosophe célèbre de l'école d'Athènes, Asclépigénie s'est mise à enseigner à Proclus, qui est devenu son étudiant le plus connu. Elle lui a enseigné, non seulement les philosophies d'Aristote et de Platon, mais aussi les enseignements que son père n'avait transmis qu'à elle avant son décès, dans les arts de la théurgie et du mysticisme païen.
Experte en théurgie, Asclépigénie enseigne selon une approche métaphysique. Elle a estimé qu'il y a cinq royaumes de la réalité : l'Un, la Nature, la Matière, l'Âme et l'Intelligence. Comme son père, elle estimait que chaque âme contient une part divine à l'intérieur d'elle-même, et qu'une union avec l'Un, combiné avec la magie, la pensée païenne des divinités, et la méditation pourrait entraîner le vrai bonheur pour une personne, comme un moyen de contrôler son propre destin. Ses enseignements sur la théurgie ont bénéficié grandement à Proclus car il s'est mis à réfléchir et à développer ses propres idées. Il était censé aussi être en mesure de pratiquer la théurgie d'une façon telle qu'elle a guéri la fille d'un ami, par le recours à une intervention divine avec l'un des dieux.
Asclépigénie continue à enseigner à l'Académie après que Proclus a perfectionné ses pensées et ses pratiques théurgiques. Ses réalisations les plus connues concernent le domaine des arts et de la pratique des rites dans le mysticisme chaldéen de la théurgie. Elle a largement contribué au développement de la métaphysique néoplatonicienne et a travaillé aux côtés de nombreux grands philosophes, dont son frère Hiéron. Ses progrès ont eu une incidence sur la pensée future sur les pratiques de la théurgie, ainsi que les arts et la magie du mysticisme chaldéen . Elle mourut en l'an 485.